# الدوري التونسي لكرة اليد 1996–97
الدوري التونسي لكرة اليد 1996-1997 هو الدورة 42 من الدوري التونسي لكرة اليد للرجال.
فاز بهذا الموسم الترجي الرياضي التونسي.

## روابط خارجية
- الموقع الرسمي للجامعة التونسية لكرة اليد.